# Sam Livesey
Sam Livesey, nasceu Samuel Livesey (Flintshire, 14 de outubro de 1873 – Londres, 7 de novembro de 1936) foi um ator britânico da era do cinema mudo. Ele era o pai dos atores Jack e Barry Livesey, e padrasto do ator Roger Livesey.

## Filmografia selecionada
- Victory and Peace (1918)
- Married Love (1923)
- The Forger (1928)
- Calling the Tune (1936)
- Rembrandt (1936)
- Wings of the Morning (1937)
- The Mill on the Floss (1937)
- Dark Journey (1937)